# Beachvolleybal op de Gemenebestspelen 2022
Beachvolleybal was een van de onderdelen op de Gemenebestspelen 2022 in Birmingham. Het was de tweede keer dat de sport op de Gemenebestspelen beoefend werd. Het onderdeel vond plaats van 30 juli tot en met 7 augustus in een tijdelijk stadion in Smithfield. Aan zowel het mannen- als vrouwentoernooi deden twaalf tweetallen mee, verdeeld over drie groepen. De twee beste teams van elke groep evenals de twee beste nummers drie gingen door naar de kwartfinales; vanaf daar werd via een knockoutsysteem gespeeld.

## Mannen

### Groepsfase
|  | Direct naar laatste acht                 |
|  | Als beste nummers drie naar laatste acht |

#### Groep A
| # | Ploeg               | Punten | Wedstrijden | Wedstrijden | Sets | Sets | Sets  | Spelpunten | Spelpunten | Spelpunten |
| # | Ploeg               | Punten | W           | V           | W    | V    | Ratio | W          | V          | Ratio      |
| - | ------------------- | ------ | ----------- | ----------- | ---- | ---- | ----- | ---------- | ---------- | ---------- |
| 1 | Dearing / Schachter | 6      | 3           | 0           | 6    | 1    | 6,000 | 136        | 96         | 1,427      |
| 2 | Jawo / Jarra        | 5      | 2           | 1           | 5    | 3    | 1,667 | 149        | 118        | 1,263      |
| 3 | Yapa / Rashmika     | 4      | 1           | 2           | 3    | 4    | 0,750 | 111        | 119        | 0,933      |
| 4 | Hodge / Seabrookes  | 3      | 0           | 3           | 0    | 6    | 0,000 | 62         | 126        | 0,492      |

| Datum      |                     | Score |                    | Set 1   | Set 2   | Set 3   |
| ---------- | ------------------- | ----- | ------------------ | ------- | ------- | ------- |
| 31 juli    | Dearing / Schachter | 2 – 0 | Yapa / Rashmika    | 21 – 13 | 21 – 12 |         |
| 31 juli    | Jawo / Jarra        | 2 – 0 | Hodge / Seabrookes | 21 – 14 | 21 – 7  |         |
| 2 augustus | Dearing / Schachter | 2 – 0 | Hodge / Seabrookes | 21 – 12 | 21 – 7  |         |
| 2 augustus | Jawo / Jarra        | 2 – 1 | Yapa / Rashmika    | 21 – 14 | 19 – 21 | 15 – 9  |
| 4 augustus | Dearing / Schachter | 2 – 1 | Jawo / Jarra       | 17 – 21 | 21 – 19 | 15 – 12 |
| 4 augustus | Hodge / Seabrookes  | 0 – 2 | Yapa / Rashmika    | 11 – 21 | 11 – 21 |         |

#### Groep B
| # | Ploeg                  | Punten | Wedstrijden | Wedstrijden | Sets | Sets | Sets  | Spelpunten | Spelpunten | Spelpunten |
| # | Ploeg                  | Punten | W           | V           | W    | V    | Ratio | W          | V          | Ratio      |
| - | ---------------------- | ------ | ----------- | ----------- | ---- | ---- | ----- | ---------- | ---------- | ---------- |
| 1 | Burnett / McHugh       | 6      | 3           | 0           | 6    | 0    | MAX   | 126        | 88         | 1,432      |
| 2 | Ntagengwa / Gatsinze   | 5      | 2           | 1           | 4    | 3    | 1,333 | 127        | 128        | 0,992      |
| 3 | Williams / Goldschmidt | 4      | 1           | 2           | 2    | 5    | 0,400 | 109        | 132        | 0,826      |
| 4 | Ismail / Naseem        | 3      | 0           | 3           | 2    | 6    | 0,333 | 129        | 143        | 0,902      |

| Datum      |                        | Score |                        | Set 1   | Set 2   | Set 3   |
| ---------- | ---------------------- | ----- | ---------------------- | ------- | ------- | ------- |
| 30 juli    | Ntagengwa / Gatsinze   | 2 – 0 | Williams / Goldschmidt | 21 – 19 | 21 – 16 |         |
| 30 juli    | Burnett / McHugh       | 2 – 0 | Ismail / Naseem        | 21 – 13 | 21 – 17 |         |
| 1 augustus | Burnett / McHugh       | 2 – 0 | Williams / Goldschmidt | 21 – 12 | 21 – 12 |         |
| 1 augustus | Ntagengwa / Gatsinze   | 2 – 1 | Ismail / Naseem        | 21 – 16 | 14 – 21 | 16 – 14 |
| 3 augustus | Burnett / McHugh       | 2 – 0 | Ntagengwa / Gatsinze   | 21 – 16 | 21 – 18 |         |
| 3 augustus | Williams / Goldschmidt | 2 – 1 | Ismail / Naseem        | 21 – 16 | 14 – 21 | 15 – 11 |

#### Groep C
| # | Ploeg             | Punten | Wedstrijden | Wedstrijden | Sets | Sets | Sets  | Spelpunten | Spelpunten | Spelpunten |
| # | Ploeg             | Punten | W           | V           | W    | V    | Ratio | W          | V          | Ratio      |
| - | ----------------- | ------ | ----------- | ----------- | ---- | ---- | ----- | ---------- | ---------- | ---------- |
| 1 | O'Dea / Fuller    | 6      | 3           | 0           | 6    | 0    | MAX   | 126        | 97         | 1,299      |
| 2 | Bello / Bello     | 5      | 2           | 1           | 4    | 2    | 2,000 | 119        | 93         | 1,280      |
| 3 | Liotatis / Zorbis | 4      | 1           | 2           | 2    | 4    | 0,500 | 102        | 114        | 0,895      |
| 4 | Malosa / Issac    | 3      | 0           | 3           | 0    | 6    | 0,000 | 83         | 126        | 0,659      |

| Datum      |                   | Score |                   | Set 1   | Set 2   | Set 3 |
| ---------- | ----------------- | ----- | ----------------- | ------- | ------- | ----- |
| 30 juli    | Bello / Bello     | 2 – 0 | Malosa / Issac    | 21 – 10 | 21 – 12 |       |
| 30 juli    | O'Dea / Fuller    | 2 – 0 | Liotatis / Zorbis | 21 – 18 | 21 – 13 |       |
| 1 augustus | Bello / Bello     | 2 – 0 | Liotatis / Zorbis | 21 – 11 | 21 – 18 |       |
| 1 augustus | O'Dea / Fuller    | 2 – 0 | Malosa / Issac    | 21 – 14 | 21 – 17 |       |
| 3 augustus | Liotatis / Zorbis | 2 – 0 | Malosa / Issac    | 21 – 13 | 21 – 17 |       |
| 3 augustus | Bello / Bello     | 0 – 2 | O'Dea / Fuller    | 19 – 21 | 16 – 21 |       |

### Eindronde
|  | Kwartfinale | Kwartfinale          | Kwartfinale      | Kwartfinale      | Kwartfinale |                      |    | Halve finale | Halve finale | Halve finale | Halve finale | Halve finale |              |  | Finale | Finale               | Finale | Finale | Finale | Finale | Finale |
|  |             |                      |                  |                  |             |                      |    |              |              |              |              |              |              |  |        |                      |        |        |        |        |        |
|  |             | Dearing / Schachter  | 21               | 21               |             |                      |    |              |              |              |              |              |              |  |        |                      |        |        |        |        |        |
|  |             | Liotatis / Zorbis    | 9                | 11               |             |                      |    |              |              |              |              |              |              |  |        |                      |        |        |        |        |        |
|  |             | Liotatis / Zorbis    | 9                | 11               |             | Dearing / Schachter  | 15 | 21           | 15           |              |              |              |              |  |        |                      |        |        |        |        |        |
|  |             |                      |                  |                  |             | Dearing / Schachter  | 15 | 21           | 15           |              |              |              |              |  |        |                      |        |        |        |        |        |
|  |             |                      | Bello / Bello    | 21               | 13          | 7                    |    |              |              |              |              |              |              |  |        |                      |        |        |        |        |        |
|  |             | Bello / Bello        | Bello / Bello    | 21               | 13          | 7                    | 21 | 20           | 15           |              |              |              |              |  |        |                      |        |        |        |        |        |
|  |             | Bello / Bello        |                  |                  |             |                      | 21 | 20           | 15           |              |              |              |              |  |        |                      |        |        |        |        |        |
|  |             | Jawo / Jarra         | 16               | 22               | 12          |                      |    |              |              |              |              |              |              |  |        |                      |        |        |        |        |        |
|  |             |                      |                  |                  |             |                      |    |              |              |              |              |              |              |  |        | Dearing / Schachter  | 21     | 17     | 18     |        |        |
|  |             |                      |                  | Burnett / McHugh | 17          | 21                   | 20 |              |              |              |              |              |              |  |        |                      |        |        |        |        |        |
|  |             | Ntagengwa / Gatsinze | 21               | 21               |             |                      |    |              |              |              |              |              |              |  |        |                      |        |        |        |        |        |
|  |             | O'Dea / Fuller       | 18               | 19               |             |                      |    |              |              |              |              |              |              |  |        |                      |        |        |        |        |        |
|  |             | O'Dea / Fuller       | 18               | 19               |             | Ntagengwa / Gatsinze | 18 | 14           |              |              |              |              |              |  |        |                      |        |        |        |        |        |
|  |             |                      |                  |                  |             | Ntagengwa / Gatsinze | 18 | 14           |              |              |              |              |              |  |        |                      |        |        |        |        |        |
|  |             |                      | Burnett / McHugh | 21               | 21          |                      |    |              | Troostfinale | Troostfinale | Troostfinale | Troostfinale | Troostfinale |  |        |                      |        |        |        |        |        |
|  |             | Yapa / Rashmika      | Burnett / McHugh | 21               | 21          | 21                   | 16 | 9            | Troostfinale | Troostfinale | Troostfinale | Troostfinale | Troostfinale |  |        |                      |        |        |        |        |        |
|  |             | Yapa / Rashmika      |                  |                  |             | 21                   | 16 | 9            |              |              |              |              |              |  |        |                      |        |        |        |        |        |
|  |             | Burnett / McHugh     | 16               | 21               | 15          |                      |    |              |              |              |              |              |              |  |        | Bello / Bello        | 21     | 21     |        |        |        |
|  |             |                      |                  |                  |             |                      |    |              |              |              |              |              |              |  |        | Ntagengwa / Gatsinze | 11     | 12     |        |        |        |

## Vrouwen

### Groepsfase
|  | Direct naar laatste acht                 |
|  | Als beste nummers drie naar laatste acht |

#### Groep A
| # | Ploeg                  | Punten | Wedstrijden | Wedstrijden | Sets | Sets | Sets  | Spelpunten | Spelpunten | Spelpunten |
| # | Ploeg                  | Punten | W           | V           | W    | V    | Ratio | W          | V          | Ratio      |
| - | ---------------------- | ------ | ----------- | ----------- | ---- | ---- | ----- | ---------- | ---------- | ---------- |
| 1 | Humana-Paredes / Pavan | 6      | 3           | 0           | 6    | 0    | MAX   | 137        | 73         | 1,877      |
| 2 | Zeimann / Polley       | 5      | 2           | 1           | 4    | 2    | 2,000 | 124        | 105        | 1,181      |
| 3 | Khadambi / Makokha     | 4      | 1           | 2           | 2    | 5    | 0,400 | 101        | 134        | 0,754      |
| 4 | Aryee / Katadat        | 3      | 0           | 3           | 1    | 6    | 0,167 | 86         | 138        | 0,623      |

| Datum      |                        | Score |                    | Set 1   | Set 2   | Set 3   |
| ---------- | ---------------------- | ----- | ------------------ | ------- | ------- | ------- |
| 30 juli    | Humana-Paredes / Pavan | 2 – 0 | Aryee / Katadat    | 21 – 7  | 21 – 6  |         |
| 30 juli    | Zeimann / Polley       | 2 – 0 | Khadambi / Makokha | 21 – 10 | 21 – 19 |         |
| 1 augustus | Humana-Paredes / Pavan | 2 – 0 | Khadambi / Makokha | 21 – 15 | 21 – 5  |         |
| 1 augustus | Zeimann / Polley       | 2 – 0 | Aryee / Katadat    | 21 – 10 | 21 – 13 |         |
| 3 augustus | Khadambi / Makokha     | 2 – 1 | Aryee / Katadat    | 16 – 21 | 21 – 13 | 15 – 12 |
| 3 augustus | Humana-Paredes / Pavan | 2 – 0 | Zeimann / Polley   | 32 – 30 | 21 – 10 |         |

#### Groep B
| # | Ploeg                     | Punten | Wedstrijden | Wedstrijden | Sets | Sets | Sets  | Spelpunten | Spelpunten | Spelpunten |
| # | Ploeg                     | Punten | W           | V           | W    | V    | Ratio | W          | V          | Ratio      |
| - | ------------------------- | ------ | ----------- | ----------- | ---- | ---- | ----- | ---------- | ---------- | ---------- |
| 1 | Artacho / Clancy          | 6      | 3           | 0           | 6    | 0    | MAX   | 126        | 62         | 2,032      |
| 2 | Konstantopoulou / Nyström | 5      | 2           | 1           | 4    | 2    | 2,000 | 111        | 84         | 1,321      |
| 3 | Bandara / Weerasinghe     | 4      | 1           | 2           | 2    | 4    | 0,500 | 40         | 84         | 0,476      |
| 4 | Armstrong / Chase         | 3      | 0           | 3           | 0    | 6    | 0,000 | 37         | 126        | 0,294      |

| Datum      |                           | Score |                           | Set 1                | Set 2                | Set 3                |
| ---------- | ------------------------- | ----- | ------------------------- | -------------------- | -------------------- | -------------------- |
| 31 juli    | Artacho / Clancy          | 2 – 0 | Bandara / Weerasinghe     | 21 – 10              | 21 – 12              |                      |
| 31 juli    | Konstantopoulou / Nyström | 2 – 0 | Armstrong / Chase         | 21 – 7               | 21 – 17              |                      |
| 2 augustus | Artacho / Clancy          | 2 – 0 | Armstrong / Chase         | 21 – 7               | 21 – 6               |                      |
| 2 augustus | Konstantopoulou / Nyström | 2 – 0 | Bandara / Weerasinghe     | 21 – 8               | 21 – 10              |                      |
| 4 augustus | Artacho / Clancy          | 2 – 0 | Konstantopoulou / Nyström | 21 – 14              | 21 – 13              |                      |
| 4 augustus | Armstrong / Chase         | 0 – 2 | Bandara / Weerasinghe     | Opgave door blessure | Opgave door blessure | Opgave door blessure |

#### Groep C
| # | Ploeg            | Punten | Wedstrijden | Wedstrijden | Sets | Sets | Sets  | Spelpunten | Spelpunten | Spelpunten |
| # | Ploeg            | Punten | W           | V           | W    | V    | Ratio | W          | V          | Ratio      |
| - | ---------------- | ------ | ----------- | ----------- | ---- | ---- | ----- | ---------- | ---------- | ---------- |
| 1 | Pata / Toko      | 6      | 3           | 0           | 6    | 0    | MAX   | 126        | 67         | 1,881      |
| 2 | Grimson / Mumby  | 5      | 2           | 1           | 4    | 2    | 2,000 | 112        | 90         | 1,244      |
| 3 | Beattie / Coutts | 4      | 1           | 2           | 2    | 4    | 0,500 | 98         | 106        | 0,925      |
| 4 | Gwali / Donga    | 3      | 0           | 3           | 0    | 6    | 0,000 | 53         | 126        | 0,421      |

| Datum      |                  | Score |                  | Set 1   | Set 2   | Set 3 |
| ---------- | ---------------- | ----- | ---------------- | ------- | ------- | ----- |
| 31 juli    | Pata / Toko      | 2 – 0 | Beattie / Coutts | 21 – 10 | 21 – 14 |       |
| 31 juli    | Grimson / Mumby  | 2 – 0 | Gwali / Donga    | 21 – 10 | 21 – 6  |       |
| 2 augustus | Pata / Toko      | 2 – 0 | Gwali / Donga    | 21 – 8  | 21 – 7  |       |
| 2 augustus | Grimson / Mumby  | 2 – 0 | Beattie / Coutts | 21 – 17 | 21 – 15 |       |
| 4 augustus | Beattie / Coutts | 2 – 0 | Gwali / Donga    | 21 – 6  | 21 – 16 |       |
| 4 augustus | Grimson / Mumby  | 0 – 2 | Pata / Toko      | 9 – 21  | 19 – 21 |       |

### Eindronde
|  | Kwartfinale | Kwartfinale               | Kwartfinale      | Kwartfinale      | Kwartfinale |                        |    | Halve finale | Halve finale | Halve finale | Halve finale | Halve finale |              |  | Finale | Finale                 | Finale | Finale | Finale | Finale | Finale |
|  |             |                           |                  |                  |             |                        |    |              |              |              |              |              |              |  |        |                        |        |        |        |        |        |
|  |             | Humana-Paredes / Pavan    | 21               | 21               |             |                        |    |              |              |              |              |              |              |  |        |                        |        |        |        |        |        |
|  |             | Bandara / Weerasinghe     | 9                | 11               |             |                        |    |              |              |              |              |              |              |  |        |                        |        |        |        |        |        |
|  |             | Bandara / Weerasinghe     | 9                | 11               |             | Humana-Paredes / Pavan | 29 | 21           | 19           |              |              |              |              |  |        |                        |        |        |        |        |        |
|  |             |                           |                  |                  |             | Humana-Paredes / Pavan | 29 | 21           | 19           |              |              |              |              |  |        |                        |        |        |        |        |        |
|  |             |                           | Zeimann / Polley | 31               | 14          | 17                     |    |              |              |              |              |              |              |  |        |                        |        |        |        |        |        |
|  |             | Zeimann / Polley          | Zeimann / Polley | 31               | 14          | 17                     | 21 | 21           |              |              |              |              |              |  |        |                        |        |        |        |        |        |
|  |             | Zeimann / Polley          |                  |                  |             |                        | 21 | 21           |              |              |              |              |              |  |        |                        |        |        |        |        |        |
|  |             | Grimson / Mumby           | 13               | 15               |             |                        |    |              |              |              |              |              |              |  |        |                        |        |        |        |        |        |
|  |             |                           |                  |                  |             |                        |    |              |              |              |              |              |              |  |        | Humana-Paredes / Pavan | 22     | 21     | 15     |        |        |
|  |             |                           |                  | Artacho / Clancy | 24          | 17                     | 12 |              |              |              |              |              |              |  |        |                        |        |        |        |        |        |
|  |             | Pata / Toko               | 29               | 30               |             |                        |    |              |              |              |              |              |              |  |        |                        |        |        |        |        |        |
|  |             | Konstantopoulou / Nyström | 27               | 28               |             |                        |    |              |              |              |              |              |              |  |        |                        |        |        |        |        |        |
|  |             | Konstantopoulou / Nyström | 27               | 28               |             | Pata / Toko            | 24 | 16           |              |              |              |              |              |  |        |                        |        |        |        |        |        |
|  |             |                           |                  |                  |             | Pata / Toko            | 24 | 16           |              |              |              |              |              |  |        |                        |        |        |        |        |        |
|  |             |                           | Artacho / Clancy | 26               | 21          |                        |    |              | Troostfinale | Troostfinale | Troostfinale | Troostfinale | Troostfinale |  |        |                        |        |        |        |        |        |
|  |             | Beattie / Coutts          | Artacho / Clancy | 26               | 21          | 11                     | 11 |              | Troostfinale | Troostfinale | Troostfinale | Troostfinale | Troostfinale |  |        |                        |        |        |        |        |        |
|  |             | Beattie / Coutts          |                  |                  |             | 11                     | 11 |              |              |              |              |              |              |  |        |                        |        |        |        |        |        |
|  |             | Artacho / Clancy          | 21               | 21               |             |                        |    |              |              |              |              |              |              |  |        | Zeimann / Polley       | 21     | 20     | 10     |        |        |
|  |             |                           |                  |                  |             |                        |    |              |              |              |              |              |              |  |        | Pata / Toko            | 10     | 22     | 15     |        |        |

## Medailles

### Medaillewinnaars
| Onderdeel | Goud | Goud                               | Zilver | Zilver                         | Brons | Brons                      |
| --------- | ---- | ---------------------------------- | ------ | ------------------------------ | ----- | -------------------------- |
| Mannen    | AUS  | Paul Burnett Christopher McHugh    | CAN    | Daniel Dearing Sam Schachter   | ENG   | Javier Bello Joaquin Bello |
| Vrouwen   | CAN  | Melissa Humana-Paredes Sarah Pavan | AUS    | Mariafe Artacho Taliqua Clancy | VAN   | Miller Pata Sherysyn Toko  |

### Medaillespiegel
| Rang   | Land      | Goud | Zilver | Brons | Totaal |
| 1      | Australië | 1    | 1      | 0     | 2      |
| 1      | Canada    | 1    | 1      | 0     | 2      |
| 3      | Engeland  | 0    | 0      | 1     | 1      |
| 3      | Vanuatu   | 0    | 0      | 1     | 1      |
| Totaal | Totaal    | 2    | 2      | 2     | 6      |